# العصب الشوكي الصدري 5

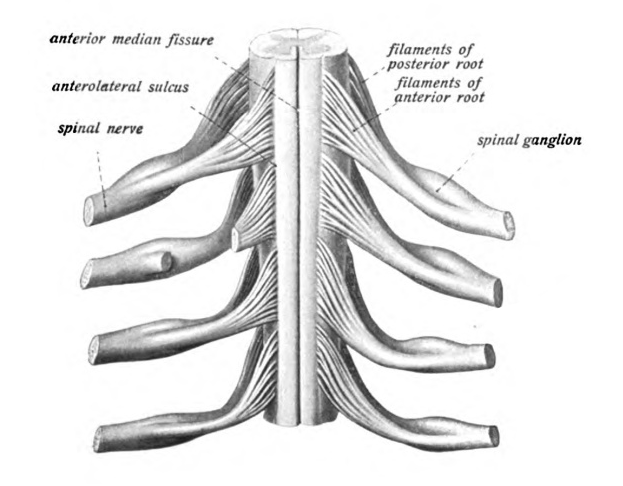
الحبل الشوكي مع الأعصاب الشوكية.

العصب الشوكي الصدري الخامس (T5) هو أحد الأعصاب الشوكية في القطعة الصدرية.
ينشأ من العمود الفقري من أسفل الفقرة الصدرية الخامسة (T5).